# Angeac-Champagne
Angeac-Champagne település Franciaországban, Charente megyében. Lakosainak száma 496 fő (2022. január 1.). Angeac-Champagne Gensac-la-Pallue, Genté, Juillac-le-Coq, Saint-Fort-sur-le-Né, Salles-d’Angles és Segonzac községekkel határos.

## Népesség
A település népességének változása:
| Lakosok száma | 489  | 439  | 473  | 497  | 509  | 509  | 509  | 503  | 498  | 496  |
|               | 1968 | 1982 | 1990 | 2006 | 2013 | 2015 | 2017 | 2019 | 2020 | 2022 |